# IC 2343
IC 2343 — галактика типу * (зірка) у сузір'ї Рак. Відкрита Максом Вольфом 13 лютого 1901 року.
Цей об'єкт міститься в оригінальній редакції індексного каталогу.